# Würzburg radar
Würzburg radar var en serie tyska radaranläggningar under andra världskriget. Radarn användes som eldledningsradar för luftvärnskanoner och för att stridsleda nattjaktplan. Efter att under 1934 ha avfärdat Tysklands ledande radarexperter och deras förslag om utveckling av spaningsradar, så satte Telefunken i gång en egen utveckling av eldledningsradar 1935.

## FuMG.39 Würzburg
Det resulterande systemet FuMG.39 visades upp för Hitler 1939. Telefunken hade utvecklat en radar baserad på en klystron som arbetade med våglängder från 54 till 53 cm (553 till 566 MHz), en väldigt kort våglängd för perioden, med en pulslängd på 2 mikrosekunder, en toppeffekt av 7 till 11 kW och en pulsrepetitionsfrekvens på 3750 Hz. Den hade en räckvidd på cirka 29 kilometer och hade en mätnoggrannhet i avstånd på cirka 25 meter. Würzburg använde en parabolantenn med 3 meters diameter monterad på en vagn, där antennen kunde "vikas" längs den horisontella mittlinjen för att underlätta transporter. Systemet började levereras under 1940, och så småningom levererades cirka 4000 av denna grundläggande layout.
Würzburg A
I den första varianten av radarn var operatören tvungen att mer eller mindre på känn rikta in antennen mot målet.
Würzburg B
Den experimentella Würzburg B hade en extra Infraröd detektor för ökad precision, men utrustningen visade sig vara oanvändbar.
Würzburg C
Med Würzburg C introducerades lobväxling för att ge operatören en uppfattning om när antennen var korrekt inriktad mot målet. Genom att loberna växelvis utsändes från två asymmetriskt monterade matare framför antennen och signalstyrkan från de växelvisa loberna betraktades i ett separat oscilloskop, när målet låg mitt mellan de två sneda loberna blev ekosvaren lika starka.
Würzburg D
Med Würzburg D introducerade man s.k. lobrotation som var ett bättre alternativ än lobväxling. Mataren till antennreflektorn roterade osymmetriskt kring sin axel vilket fick lobens centrum att följa mantelarean hos en kon.(Eng. Conical scan) Genom att jämföra ekostyrkan under ett varv hos loben kunde man se var målet befann sig i förhållande till antennens siktlinje. (Konstant signalstyrka under ett helt varv innebär att antennen pekar rakt mot målekot.)

## FuMG.65 Würzburg-Riese

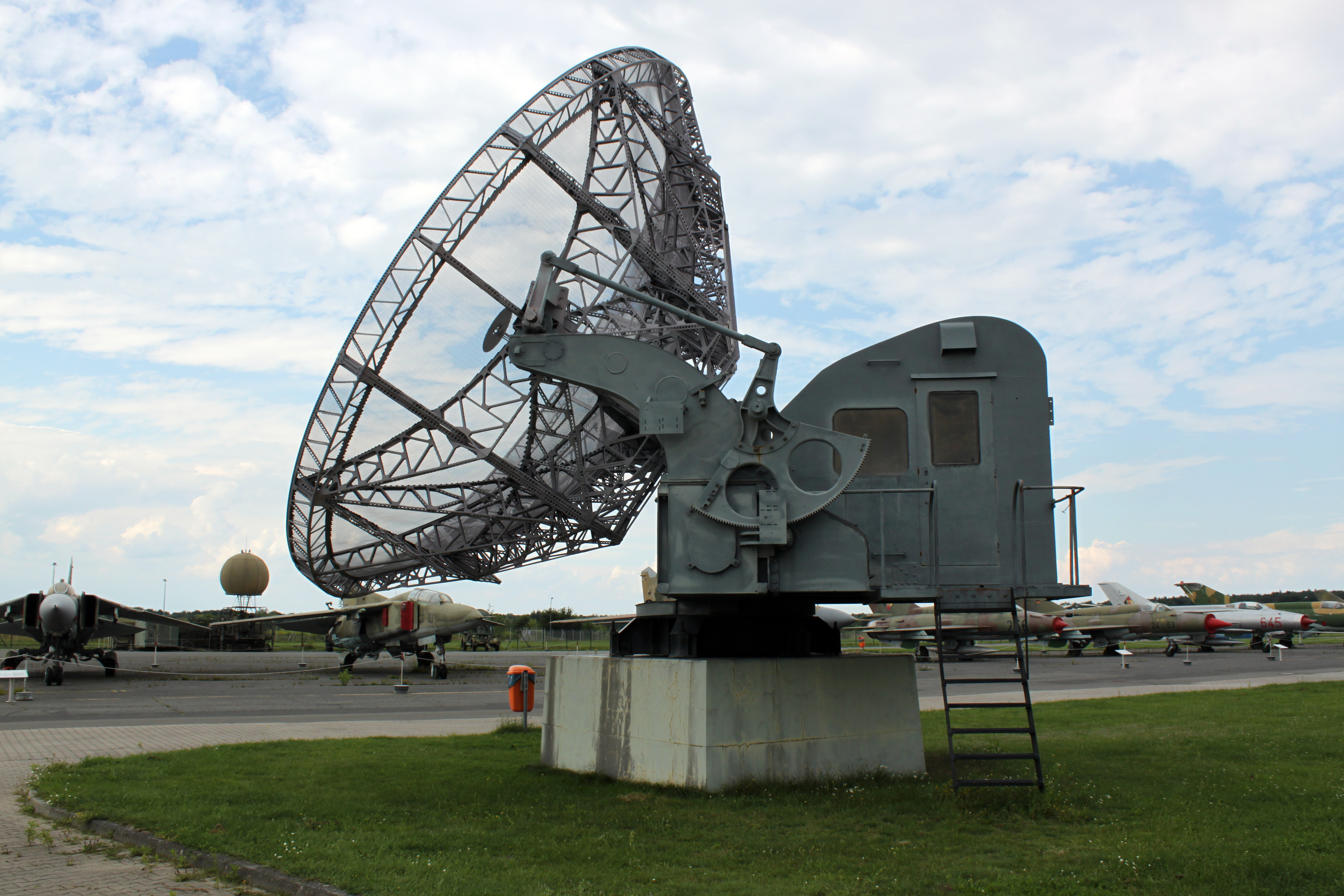
Radar Würzburg-Riese (FuMG. 65) bevarad på Bundeswehrs flygvapenmuseum.

Baserat på samma grundläggande system som D-modellen, presenterade den nya versionen en mycket större 7,4 m antenn och en mer kraftfull sändare med en räckvidd på upp till 70 kilometer. Azimutnoggrannhet var 0,2 grader och höjd 0,1 grader, mer än tillräckligt för direkt eldledning. Systemet var nu för stort för att transporteras på ett lastbilssläp och var istället anpassat för att användas från en järnvägsvagn som Würzburg-Riese-E, av vilka 1500 producerades under kriget.